# Atsuko Wakai
Pour les articles homonymes, voir Wakai (homonymie).
Atsuko Wakai (若井 敦子, Wakai Atsuko), 6e dan de karaté goju-ryu, est née le 12 septembre 1971 à Gifu.

## Historique
Elle est une karatéka japonaise qui a remporté de nombreuses épreuves internationales en kata individuel féminin, notamment les championnats du monde de karaté 1998, 2000, 2002 et 2004. De fait, elle est considérée par certains sites spécialistes comme la femme la plus titrée de l'histoire de son sport après la Turque Yıldız Aras.

## Biographie
Alors qu'elle est très jeune, âgée d'environ quatre ans, Atsuko Wakai est victime d'un accident de voiture qui l'oblige à rester hospitalisée pendant quatre mois avec de graves blessures à la tête. Ces dernières ayant affecté son système nerveux, elle ne peut faire bouger son corps à nouveau que petit à petit, au fil d'une longue convalescence. Aussi, une fois sortie de l'hôpital, ses parents l'inscrivent dans un club de karaté (Dojo Gifu (岐阜道場)) de Seigokan, sous la direction technique de Shihan Yasufumi Ohno (8e dan), son premier maître, pour l'aider à retrouver force et coordination.

## Palmarès
| Résultat      | Date             | Épreuve         | Catégorie | Compétition                | Ville hôte                |
| ------------- | ---------------- | --------------- | --------- | -------------------------- | ------------------------- |
| Médaille d'or | 5 août 1997      | Kata individuel | Seniors   | Jeux mondiaux 1997         | Lahti, en Finlande        |
| Médaille d'or | 1998             | Kata individuel | Seniors   | Jeux asiatiques de 1998    | Bangkok, en Thaïlande     |
| Médaille d'or | 18 octobre 1998  | Kata individuel | Seniors   | Championnats du monde 1998 | Rio de Janeiro, au Brésil |
| Médaille d'or | 12 octobre 2000  | Kata individuel | Seniors   | Championnats du monde 2000 | Munich, en Allemagne      |
| Médaille d'or | 18 août 2001     | Kata individuel | Seniors   | Jeux mondiaux 2001         | Akita, au Japon           |
| Médaille d'or | 21 novembre 2002 | Kata individuel | Seniors   | Jeux asiatiques de 2002    | Pusan, en Corée du Sud    |
| Médaille d'or | 2002             | Kata individuel | Seniors   | Championnats du monde 2002 | Madrid, en Espagne        |
| Médaille d'or | 18 novembre 2004 | Kata individuel | Seniors   | Championnats du monde 2004 | Monterrey, au Mexique     |
| Médaille d'or | 23 juillet 2005  | Kata individuel | Seniors   | Jeux mondiaux 2005         | Duisbourg, en Allemagne   |